# Опила
Опила (на македонска литературна норма: Опила) е село в Северна Македония, в община Ранковце.

## География
Селото е разположено в областта Славище в северните склонове на планината Осогово.

## История
На 2 km северозападно от центъра на селото, в местността Градище, има късноантична и средновековна крепост, която според Иван Микулчич е епископското седалище Славище.
В края на XIX век Опила е голямо българско село в Кратовска каза на Османската империя. Църквата „Свети Никола“ е от 1853 година. Според статистиката на Васил Кънчов („Македония. Етнография и статистика“) от 1900 година Опила е населявано от 980 жители българи християни.
Цялото християнско население на селото е под върховенството на Българската екзархия. По данни на секретаря на екзархията Димитър Мишев („La Macédoine et sa Population Chrétienne“) в 1905 година в Опила (Opila) има 906 българи екзархисти и 108 цигани. В селото функционира българско училище.
При избухването на Балканската война в 1912 година 46 души от Опила са доброволци в Македоно-одринското опълчение.
В Първата световна война 9 души от селото загиват като войнци в Българската армия.
През април 1921-ва 22-годишният местен жител Яким Максимов загива в бой със сръбските окупатори.
Според преброяването от 2002 година селото има 269 жители.
| Националност     | Всичко |
| северномакедонци | 268    |
| албанци          | 0      |
| турци            | 0      |
| роми             | 0      |
| власи            | 0      |
| сърби            | 1      |
| бошняци          | 0      |
| други            | 0      |

## Личности
Родени в Опила
- Андон Петков, български революционер, четник на Трайко Павлов в 1914 година[8]
- Андон Тодоров Николов (1883 - след 1943), македоно-одрински опълченец, служи в 4-та рота на 3-а солунска дружина;[9][10] на 28 март 1943 година като жител на Опила подава молба за българска народна пенсия, която е одобрена и пенсията е отпусната от Министерския съвет на Царство България[10]
- Васил Марков, български революционер, четник на Дончо Ангелов в 1914 година[11]
- Димитър П. Алексиев, български военен деец, старши фелдфебел, загинал през Първата световна война[12]
- Иван Петров Филипов (1882 – 1918), македоно-одрински опълченец, 4 рота на 3 солунска дружина,[13] загинал през Първата световна война[14]
- Игнат Стоянов, български революционер, четник на Дончо Ангелов в 1914 година[11]
- Мите Алексов, македоно-одрински опълченец, 1 рота на 3 солунска дружина[13]
- Мите Опилски (1887 – 1944) – български революционер, войвода на ВМРО
- Мите Симеонов, български революционер, четник на Дончо Ангелов в 1914 година[11]
- Мите Симеонов, български революционер, четник на Дончо Ангелов в 1914 година[11]
- Пешо Насков Алексов, македоно-одрински опълченец, 3 рота на 2 скопска дружина, ностел на орден „За храброст“ ІV степен[13]
- Трайко Николов, български революционер от ВМОРО, четник на Петър Ангелов[15]
- Яким Максимов (1899 – 1921), деец на ВМРО, загинал в сражение със сръбска потеря през април 1921 година[16]
- Яким Тодоров (1892 – 1913), македоно-одрински опълченец, 3 рота на 3 солунска дружина, убит на 17 юни 1913 г.[17]

Починали в Опила
- Щерьо Юнана (1879 – 1906), български революционер, войвода на ВМОРО